# Silvio Varviso
Silvio Varviso (Zürich, 26 februari 1924 - Antwerpen, 1 november 2006) was een Zwitsers dirigent die bekend was om zijn elegant touch for opera.

## Biografie
Silvio Varviso's vader was zangleraar. Silvio zelf studeerde op het conservatorium in Zürich geen zang, maar wel piano, viool, klarinet, trompet en percussie. Hij studeerde daarna voor dirigent onder begeleiding van de Oostenrijkse dirigent Clemens Krauss uit Wenen. 
Varviso maakte op 20-jarige leeftijd zijn dirigeer-debuut door het leiden van Mozart’s Die Zauberflöte in het Stadttheater in St. Gallen. Hij werd aangesteld als vaste dirigent van de opera van Bazel (1950-1962) en daarna muziekdirecteur van de Royal Opera in Stockholm, de Staatsoper Stuttgart, het Baden-Württemberg National Theater en de Opéra National de Paris (1973-1985). 
Silvio Varviso dirigeerde voor het eerst in de Verenigde Staten in 1959 in de opera van San Francisco en de Metropolitan Opera in 1961 met Donizetti's Lucia di Lammermoor, samen met de debuterende sopraan Joan Sutherland. 
Silvio Varviso woonde in Bazel en aan de Côte d'Azur. Zijn laatste publieke optreden was Puccini’s Tosca, op 17 en 19 september 2006 in de Antwerpse Stadsschouwburg (voorstellingen van de Vlaamse Opera). Hij stierf op 82-jarige leeftijd in Antwerpen. 